# Manuel Silvela y de Le Vielleuze
Pour les articles homonymes, voir Manuel Silvela et Silvela.
Manuel Silvela y de Le Vielleuze, né à Paris le 9 mars 1830 et mort à Madrid le 25 mai 1892, est un avocat, écrivain, académicien et homme politique espagnol.

## Biographie

### Origines et famille
Manuel Silvela est né à Paris le 9 mars 1830, dans la maison de son grand-père paternel, l'écrivain, juge et avocat Manuel Silvela y García de Aragón, dont il hérite du prénom.
Il est le fils de Luisa de Le Vielleuze y Sotés et de Francisco Agustín Silvela, ministre de l'Intérieur, de la Grâce et de la Justice, vice-président du Congrès des députés et magistrat au Tribunal suprême d'Espagne. L'homme politique Francisco Silvela est son frère.
Il se marie avec Faustina Casado y Posadillo, fille du sénateur et capitaine Mateo Casado, héros de la Guerre d'indépendance espagnole. Ils ont six enfants dont Francisco, qui sera lui aussi avocat et homme politique.

### Études et travail au barreau
Il commence à étudier à Bordeaux, puis commence des études de droit à Valladolid, qu'il termine à l'université centrale de Madrid.
Avocat à 21 ans, il ne tarde pas à faire des apparitions remarquées lors de discussions tenues à l'Académie de jurisprudence, aux côtés d'Antonio Cánovas del Castillo, Antonio Alcalá Galiano et d'autres futures célébrités. Il acquiert vite une solide réputation qui lui assure indépendance et aisance financière. Son cabinet figure parmi les meilleurs de la capitale et forme d'autres futurs juristes célèbres comme Germán Gamazo. 
Il préside deux fois l'Académie royale de jurisprudence et de législation et est élu à deux reprises doyen de l'Illustre Collège d'avocats de Madrid (Ilustre Colegio de Abogados de Madrid). 
Dans un premier temps, il se consacre à ses activités professionnelles et à sa passion littéraire, et ce n'est que plus tard qu'il s'intéresse à la politique.

### Activité politique
Il commence sa carrière politique sous la bannière de l'Union libérale d'Antonio de los Ríos Rosas.
En 1863 il est élu représentant au Cortes du district d'Arenas de San Pedro (province d'Ávila). Il prononce plusieurs discours qui lui confèrent une réputation de fin et habile orateur.
En 1865, le gouvernement de Narváez cède la place à O'Donnell, confie à Silvela la direction générale de l'Instruction publique, ce qui ne l'empêche pas de manifester son opposition à certains projets de ce même gouvernement. Après la chute de l'Union libérale il réintègre l'opposition, et est exilé en 1866 avec d'autres députés pour avoir signé une déclaration contre la fermeture du parlement. Il figure également parmi les signataires du manifeste adressé à Isabelle II qui entraîne l'exil de nombreuses personnalités politiques.
Après la Révolution de 1868 à laquelle il ne prend pas part, il est nommé conseiller de la municipalité de Madrid, et peu après conseiller d'État, charges auxquelles il renonce après être élu député pour Ávila aux Cortes constituantes. Il y intègre la commission chargée de rédiger la Constitution et prononce le 17 mai 1869 un célèbre discours en défense du suffrage universel, de la liberté de culte, de la presse et de réunion, le tout dans le cadre d'institutions monarchiques.
Après la régence de Serrano, Silvela est nommé ministre chargé des Affaires étrangères sous la présidence de Prim. Il défend la candidature du duc de Montpensier au trône d'Espagne, mais face à l'échec de ce dernier, il se retire du gouvernement et reste éloigné de la vie politique jusqu'à la proclamation d'Alphonse XIII. Bien que n'ayant pas contribué à la Restauration, il ne cache pas ses affinités avec le nouveau monarque et finit par intégrer le Parti conservateur de Cánovas.
Ce dernier le nomme ministre d'État le 14 janvier 1877, charge qu'il occupe jusqu'en mars 1879, où il est remplacé par le marquis de Molíns, Mariano Roca de Togores y Carrasco. Son action ministérielle la plus importante est l'accord sur les tarifs douaniers signé avec la France. Il est ensuite conseiller de l'Instruction publique et, en 1884, ambassadeur d'Espagne à Paris, charge dont il démissionne l'année suivante pour occuper son siège au Sénat, chambre dont il est à deux reprises vice-président.
Il est député aux Cortes sans interruption de 1863 à 1883, hormis durant la Première République, au cours de laquelle il refuse tout charge publique. En 1883 il est nommé sénateur à vie.

### Activité littéraire
Il collabore très jeune avec des revues périodiques madrilènes (La Ilustración, Diario Español, Revista de España, El Heraldo et El Imparcial) et publie des travaux qui seront reconnus pour leur style et leur érudition, dont certains sont traduits en plusieurs langues. Son pseudonyme « Velisla », anagramme de son patronyme sous lequel il signe habituellement ses travaux littéraires, devient vite reconnu. En 1870 il intègre l'Académie royale espagnole ; son discours d'entrée est consacré à l'influence exercée par l'école classique sur la langue et le théâtre espagnols depuis le XVIIIe siècle. Il intègre plus tard l'Académie royale d'histoire.

## Œuvre littéraire
- recueil d'articles littéraires (sans nom, 1868),
- Reseña analítica de las obras póstumas del memorable dramaturgo, reformador de nuestro teatro (1868), consacré à Leandro Fernández de Moratín
- Le Jury Criminel en Espagne (Montpellier, 1884)
- Obras completas de Moratín, con notas y comentarios (Madrid, 1890)
- El bautizo de un libro
- El perfecto novelista
- Un verano de Felipe V
- Recuerdos de Extremadura
- Revista cantábrica (1869)
- Salir de Madrid (1851)
- La Alcarria
- Mañanas de La Granja
- Revista del Escorial
- Variaciones fáciles
- Sobre el conocido tema "El amor y el matrimonio"
- Un viaje por regiones desconocidas
- De la influencia de las construcciones modernas en la literatura
- De Madrid a Sevilla y Cádiz
- Literatura infinitesimal
- El abogado de pobres
- Revista de La Granja
- Cuatro capítulos de una novela inédita
- Desde Madrid a Toledo (1854)
- El castillo de «aunque os pese»
- Una Dalia y un puntapié
- La Opera y el Gobierno (1865)
- Apuntes críticos acerca de las poesías de Baeza, y por incidencia de las condiciones literarias del siglo
- El diccionario y la gastronomía
- Miscelánea
- La prensa ilustrada
- Un ukase
- Revista de la exposición de Bellas Artes (1868)
- Juicio crítico de la Restauración en 1881
- Los dineros del sacristán
- Al amor de la lumbre
- Negro y blanco (1851)
- La via sacra
- Recuerdos de Spa
- Disertación acerca de la influencia ejercida en el idioma y en el teatro español por la escuela clásica que floreció desde los comienzos del S.XVIII
- Un talego del Estado o el estado de un talego
- Sobre el diccionario de la Real Academia Española
- Fin de una polémica
- Ultimas palabras sobre una polémica
- En las aguas de Spa (1887)
- ¡Viva Galicia!

## Distinctions
- Gentilhomme de Sa Majesté
- Collier et grand-croix de l'ordre de Charles III d'Espagne
- Grand-croix de la Légion d'honneur
- Grand-croix de l'ordre de Saint-Olaf
- Grand-croix de l'ordre des Saints-Maurice-et-Lazare
- Grand-croix de l'ordre de l'Immaculée Conception de Vila Viçosa
- Grand-croix de l'ordre du Lion de Zaeringen
- Grand-croix de l'ordre de Saint-Charles
- Chevalier de l'ordre de Léopold
- Chevalier d'honneur de l'ordre souverain de Malte
- Ordre de l'Aigle rouge
- Ordre impérial de Léopold
- Chevalier de l'ordre de Pie IX
- Ordre de la Rose
- Ordre du Lion et du Soleil
- Ordre de Birmanie

## Hommages
Les villes de Madrid et Spa (Belgique) ont chacune une rue à son nom.